# Oberleitungsbus Almaty

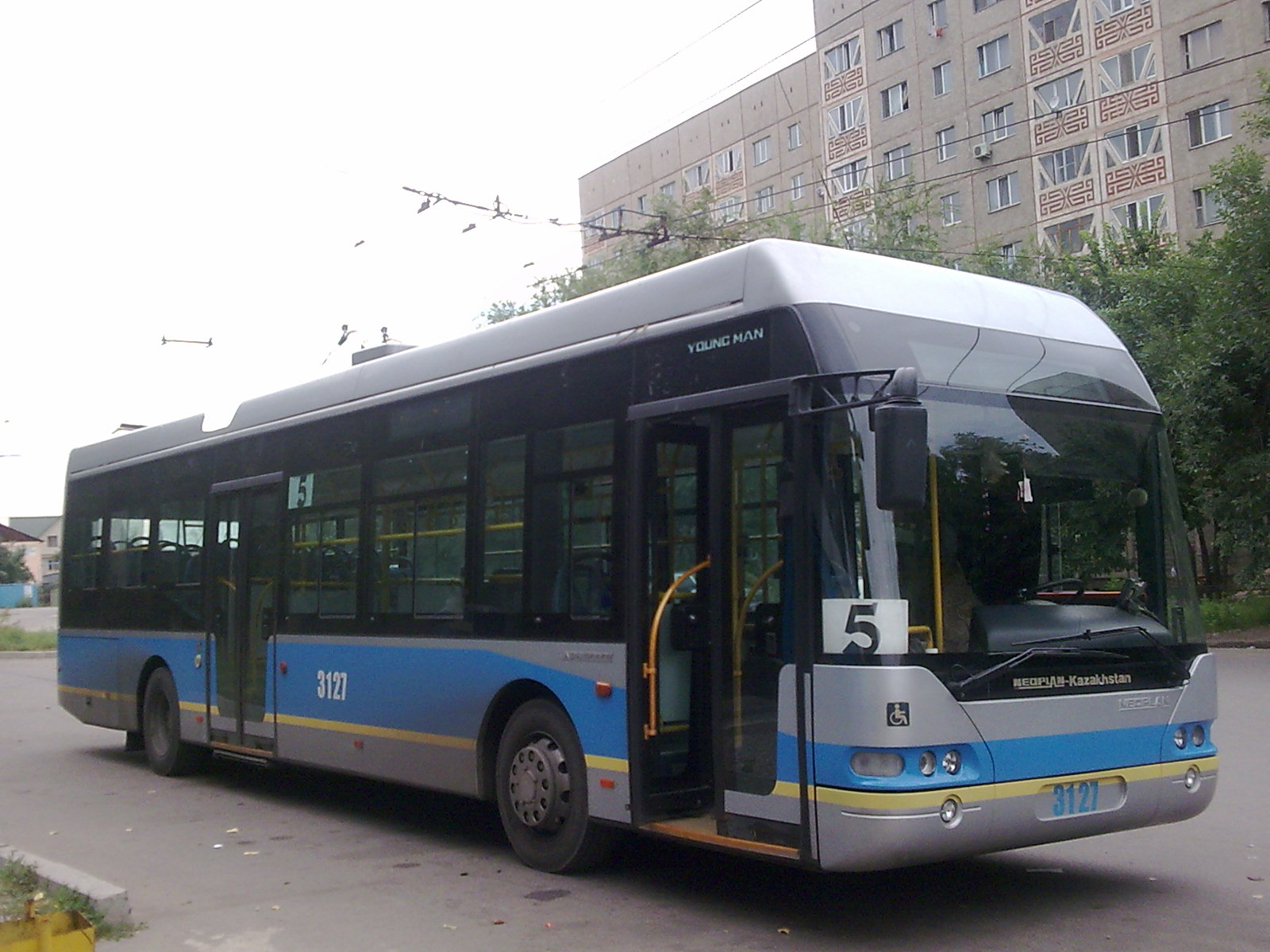
O-Bus des Modells Neoplan Kazakhstan Young Man

Der Oberleitungsbus Almaty (russisch Алматинский троллейбус) ist ein Oberleitungsbus-Betrieb in der kasachischen Stadt Almaty. Der Betrieb wurde im Jahr 1944 aufgenommen und umfasste in seiner größten Ausdehnung ein Liniennetz von 25 Linien. Heute ist es das einzige verbliebene Oberleitungsbus-System in Kasachstan.

## Geschichte
Die Entscheidung zum Bau eines Oberleitungsbus-Betriebes im damaligen Alma-Ata wurde bereits Anfang der 1940er Jahre gefasst, musste nach Ausbruch des Zweiten Weltkriegs aber vorerst zurückgestellt werden. Das System wurde schließlich am 20. April 1944 eröffnet und war somit das erste Oberleitungsbus-System in der Kasachischen SSR. Über die Jahre hinweg wurde es kontinuierlich erweitert und umfasste 1960 eine Streckenlänge von bereits 34 Kilometern. Mit dem Wachstum der Stadt wurde das System weiter ausgebaut und erreichte nur zehn Jahre später eine Gesamtlänge von rund 150 Kilometern. Vor allem in den 1970er Jahren wurden zahlreiche neue Linien eröffnet und so erreichte das Liniennetz 1982 eine Länge von 211 Kilometern.
Nach dem Zusammenbruch der Sowjetunion und der Unabhängigkeit Kasachstans wurde der Ausbau der Strecken gestoppt und bald wurde damit begonnen, das Liniennetz zu verkleinern. Da der Fuhrpark in die Jahre gekommen war, musste man die Fahrzeuge wieder instand setzen. So begann 1998 der Wagenbau mit Bauteilen von Škoda durch das Unternehmen Almatyelektrotrans-Service, auch die Fahrzeuge aus russischer Produktion wurden erneuert. Zwischen 2000 und 2005 wurden außerdem zahlreiche gebrauchte Einheiten aus Tschechien angeschafft. Im Oktober 2008 bestellte man insgesamt 20 neue Niederflur-Trolleybusse des chinesischen Herstellers Jinhua Youngman Vehicle.
2010 gewährte die Europäische Bank für Wiederaufbau und Entwicklung dem Betreiber Almatyelektrotrans ein Darlehen über 36 Millionen Euro zur Modernisierung des Verkehrsnetzes von Almaty. Davon sollten insgesamt 195 neue Busse des Modells Neoplan Kazakhstan Young Man Typ JNP6120GDZ beschafft werden. Die ersten 50 Fahrzeuge wurden im November 2012 geliefert, die restlichen Einheiten bis Juni 2013. Sie ersetzten sämtliche alten Fahrzeuge, sodass der Fuhrpark heute nur O-Busse dieses Modells umfasst.

## Liniennetz
Das Liniennetz, das von Almatyelektrotrans betrieben wird, umfasst derzeit acht Linien:
| Linie | Linienverlauf                                                                                               |
| ----- | --- |
| 1     | Zentraler Park für Kultur und Freizeit (Центральный парк культуры и отдыха) – Koschabekowa (ул. Кожабекова) |
| 5     | Bahnhof Almaty-2 (Ж/д вокзал Алматы 2) – Aqsai (мкр. Аксай)                                                 |
| 6     | Bahnhof Almaty-2 (Ж/д вокзал Алматы 2) – Aqsai-3 (мкр. Аксай 3)                                             |
| 7     | Bahnhof Almaty-1 (Ж/д вокзал Алматы 1) – Atakent (Атакент)                                                  |
| 9     | Einkaufsviertel (Зелёный базар) (Kök basar) – Koschabekowa (ул. Кожабекова)                                 |
| 11    | Einkaufsviertel (Зелёный базар) (Kök basar) – Margulana (ул. Маргулана)                                     |
| 12    | Freizeitpark (Центральный парк культуры и отдыха) – Schandosow/Sain (ул. Жандосова/Саина)                   |
| 19    | Einkaufsviertel (Зелёный базар) (Kök basar) – Ryskulowa (пр. Рыскулова)                                     |
| 25    | Margulana (ул. Маргулана) – Zentraler Park für Kultur und Freizeit (Центральный парк культуры и отдыха)     |